# Jacques Bouanich
Pour les articles homonymes, voir Bouanich.
Jacques Bouanich, né le 22 février 1952 à Launay (Eure) est un acteur français.
Interprète à l'écran de nombreux rôles secondaires, il est aussi très actif dans le doublage.

## Biographie
Il est le père de Julien et Claire Bouanich, également acteurs.
Actif dans le doublage, il est notamment la voix française régulière de Kevin Pollak, William H. Macy et Jim Beaver ainsi qu'entre autres une des voix de Kevin Dunn et John C. Reilly.

## Théâtre
- Le Repas des fauves
- Des souris et des Hommes
- Le Roi Soleil
- On achève bien les chevaux
- La Maison Tellier
- Vol au-dessus d'un nid de coucou
- Les Malheurs d'un PDG
- La Liberté ou la Mort
- L'Opéra de quatre sous
- Les Schtoumpfs (comédie musicale)
- Le Charlot de terre cuite
- Histoire du soldat
- Danton et Robespierre
- Pas d'orchidées pour Miss Blandish
- Notre Dame de Paris
- Queretaro (en espagnol)
- Le Retable du flutiste
- 1977 : Question de principe et de banalité de Jean Sur, mise en scène Stéphan Boublil, Théâtre 14
- 1986 : L'Opéra de quat'sous de Bertolt Brecht, mise en scène Giorgio Strehler, Théâtre du Châtelet
- 2017 : Monsieur Nounou de Georges Feydeau, mise en scène Luq Hamet, théâtre Rive Gauche

## Filmographie

### Cinéma

#### Longs métrages
- 1977 : À chacun son enfer ou Autopsie d'un monstre d'André Cayatte
- 1978 : L'Hôtel de la plage de Michel Lang : le présentateur de chanson
- 1978 : Comment se faire réformer de Philippe Clair
- 1978 : Vas-y maman de Nicole de Buron
- 1978 : Les réformés se portent bien : le « faux pédé »
- 1978 : Once in Paris : le 1er chauffeur
- 1979 : Je te tiens, tu me tiens par la barbichette de Jean Yanne
- 1979 : Brigade mondaine : La Secte de Marrakech d'Eddy Matalon : Aimé Brichot
- 1979 : Rien ne va plus de Jean-Michel Ribes
- 1980 : Brigade mondaine : Vaudou aux Caraïbes de Philippe Monnier : Aimé Brichot
- 1981 : Faut s'les faire... ces légionnaires ! d'Alain Nauroy : Jacques
- 1981 : Croque la vie de Jean-Charles Tacchella : Jean-Luc
- 1982 : Le Cadeau de Michel Lang
- 1987 : Funny Boy de Christian Le Hémonet : Pierre
- 1989 : Marquis de Henri Xhonneux : Poulets (film d'animation, voix originale)
- 1996 : Les Bidochon de Serge Korber
- 2002 : Le Papillon de Philippe Muyl : le père de Sébastien
- 2004 : Mariage mixte d'Alexandre Arcady : Ferlet, le comptable
- 2004 : Le Père Noël et la clef d'or : le père Noël (film promotionnel E.Leclerc)
- 2006 : L'Ivresse du pouvoir de Claude Chabrol : le gardien de la prison
- 2006 : Les Irréductibles de Renaud Bertrand : l'entraîneur de rugby
- 2006 : Mes copines de Sylvie Ayme
- 2008 : Les Randonneurs à Saint-Tropez de Philippe Harel : le gardien des parcs
- 2008 : Tu peux garder un secret ? d'Alexandre Arcady : le gardien du parking
- 2011 : La Proie d'Éric Valette : le routier

#### Courts métrages
- 1988 : Le Client de Marc Serhan
- 2008 : Le Soleil des ternes d'Éric Bu : Philippe
- 2010 : Nathan d'Éric Bu : Philippe
- 2011 : La Fille de sa mère d'Éric Bu : Philippe
- 2013 : Date limite de consommation de Christelle Lamarre : le boucher
- 2015 : Ogurets, ou les turpitudes d'un concombre russe d'Éric Bu : Chouiev
- 2020 : S.O.S. de Sarah Hafner : Jean-Claude

### Télévision

#### Téléfilms
- 1978 : Emmenez-moi au théâtre : Pas d'orchidées pour Miss Blandisch de Claude Barma : Riley
- 1982 : Un fait d'hiver de Jean Chapot : Joucas
- 1982 : L'Ours en peluche d'Édouard Logereau
- 1983 : Trois morts à zéro de Jacques Renard : Rolland
- 1984 : Le Tueur triste de Nicolas Gessner : le policier
- 1989 : Champagne Charlie d'Allan Eastman
- 1991 : Duplex de Michel Lang : le speaker à Orly
- 1993 : Une image de trop de Jean-Claude Missiaen : les chauffeurs de taxi jumeaux
- 1997 : Nini de Myriam Touzé : Joe Cannigia
- 1997 : Les Petites Bonnes de Serge Korber
- 2001 : Gardiens de la mer de Christiane Lehérissey : Caradec
- 2004 : Moments de vérité de Bruno Carrière : Victor
- 2007 : Notable, donc coupable de Dominique Baron et Francis Girod : un député
- 2011 : L'Amour en jeu de Jean-Marc Seban : le 2e commentateur (voix seulement)
- 2013 : Trois femmes en colère de Christian Faure : le père Sébastien
- 2016 : Le Mec de la tombe d'à côté d'Agnès Obadia : le père de Véronique
- 2023 : Mort sur la piste de Philippe Dajoux : Dino

#### Séries télévisées
- 1978 : Les Brigades du Tigre de Victor Vicas : Jacques, un coureur (saison 4, épisode 6 : L'Ange blanc)
- 1979 : Une fille seule (épisode inconnu)
- 1980 : L'Aéropostale, courrier du ciel : Marceau (mini-série)
- 1981 : Noires sont les galaxies : l'employé de la morgue (série télévisée en 4 épisodes)
- 1981 : Les Gaietés de la correctionnelle : l'avocat (saison 2, épisode 4 : Les Demoiselles du téléphone)
- 1981 : Dickie-roi : l'avocat (mini-série - saison 1, épisode 1)
- 1981 : Marie-Marie (mini-série)
- 1983 : Médecins de nuit d'Emmanuel Fonlladosa : Paul Mitois (saison 4, épisode 6 : Quingaoshu)
- 1984 : Simon et Simon (Simon and Simon) de Philip DeGuere : Maurice (saison 4, épisodes 1 et 2 : C'est Simon, première et deuxième partie)
- 1983 / 1989 : Les Enquêtes du commissaire Maigret : un inspecteur (épisode 58 : Maigret s'amuse de René Lucot) / le barman de la discothèque (épisode 83 : Tempête sur la Manche d'Édouard Logereau)
- 1992 : Goal : Marc (épisode(s) inconnu(s))
- 1994 : L'Instit : le garagiste (saison 3, épisode 1 : Vanessa, la petite dormeuse de Philippe Triboit)
- 1995 / 1998 / 1999 : Docteur Sylvestre : le brigadier (saison 1, épisode 1) / Dorval (saison 4, épisode 1) / Gailladec (saison 5, épisode 3)
- 1998 : Les Cordier, juge et flic : le 1er garagiste (saison 6, épisode 4 : Rangée des voitures)
- 1998 : Julie Lescaut : M. Fleurus (saison 7, épisode 2 : Bal masqué de Gilles Béhat)
- 1999 : Joséphine, ange gardien : Mariano (saison 3, épisode 3 : Une nouvelle vie)
- 2000 : Mary Lester : Guimard (saison 1, épisode 2 : Maéna)
- 2001 : Central Nuit : Mario-Mario (saison 1, épisode 2 : La Petite Fille dans le placard)
- 2002 : H : l'inspecteur (saison 4, épisode 2 : Une histoire de preuve)
- 2002 : Garonne : Ruben (mini-série en 4 épisodes)
- 2003 : Le Bleu de l'océan : le gendarme gradé (saison 1, épisode 4)
- 2003 : Sauveur Giordano : le chauffeur de car (saison 1, épisode 5 : Transports dangereux)
- 2005-2006 / 2011 / 2015[2] : Plus belle la vie : Régis Rinato (11 épisodes[3],[4])
- 2006 : Femmes de loi : Lucien Nemours (saison 6, épisode 4 : Clichés meurtriers)
- 2007 : Section de recherches : Cinarosa (saison 2, épisode 2 : Camping)
- 2007 : Fargas : Clodo (saison 1, épisode 3 : Meurtre sans intention)
- 2008 : Commissaire Valence : Ralf (saison 1, épisode 12 : Séduction fatale)
- 2009 : La vie est à nous : l'avocat de Marion (saison 1, épisodes 2 : Nouveau départ et 3 : Le Secret de Nicolas)
- 2009 : Sœur Thérèse.com : le patron du bar Le Château (saison 1, épisode 17 : Gros lot)
- 2010 : Ce jour-là, tout a changé : Jean Monnet (saison 1, épisode 3 : L'Appel du 18 juin)
- 2011 : L'Épervier : le directeur de la D.I.P.J. (6 épisodes)
- 2011 : Week-end chez les toquées : Loïc Leguelec (saison 1, épisode 1 : Week-end en famille)
- 2013 : Alice Nevers, le juge est une femme : Loïc Leguennec (saison 6, épisode 6 : Amazones)
- 2018 : Balthazar de Frédéric Berthe : Pierre Lefevre
- 2018 : Hippocrate (saison 1) : Dr Courcenet
- 2019 : Vernon Subutex : Charles
- 2019 : Family Business : M. Seroussi
- 2021 : HPI : Thierry Marini (saison 1, épisode 4 : Phyllobates terribilis)
- 2024 : La Stagiaire : Philippe Vannier (saison 9, épisode 3 : Deuxième vie)

## Doublage

### Cinéma

#### Films
- Kevin Pollak dans (12 films) :
  - Avalon (1990) : Izzy Kirk
  - Des hommes d'honneur (1992) : le lieutenant Sam Weinberg
  - Elle est trop bien (1999) : Wayne Boggs
  - Mon voisin le tueur (2000) : Janni Pytor Gogolak
  - Destination: Graceland (2001) : US Marshal Damitry
  - Docteur Dolittle 2 (2001) : Riley
  - Juwanna Mann (2002) : Lorne Daniels
  - Mon voisin le tueur 2 (2004) : Lazlo Gogolak
  - Magnificent Desolation: Walking on the Moon 3D (2005) : le directeur (voix)
  - Niagara Motel (2006) : Michael
  - Middle Men (2009) : Curt Allmans
  - Top Cops (2010) : Hunsaker

- William H. Macy dans (6 films) :
  - Entre les mains de l'ennemi (2004) : Nathan Travers, le commandant en second de l'USS Swordfish
  - Sahara (2005) : l'amiral James Sandecker
  - Shorts (2009) : Dr Noseworthy
  - Marmaduke (2010) : Don Twombly
  - Cake (2014) : Leonard
  - Ricky Stanicky (2024) : Ted Summerhayes

- Kevin Dunn dans (5 films) :
  - Transformers (2007) : Ron Witwicky
  - Transformers 2 : La Revanche (2009) : Ron Witwicky
  - Transformers 3 : La Face cachée de la Lune (2011) : Ron Witwicky
  - Captive State (2019) : Eugene Ingoe
  - Thunder Force (2021) : Frank

- John C. Reilly dans (4 films) :
  - Jours de tonnerre (1990) : Buck Bretherton
  - Gilbert Grape (1994) : Tucker Van Dyke
  - Dolores Claiborne (1995) : Const. Frank Stamshaw
  - Dark Water (2005) : M. Murray

- Joe Pantoliano dans :
  - Calendar Girl (1993) : Harvey Darpinian
  - Pluto Nash (2002) : Mogan
  - Percy Jackson : Le Voleur de foudre (2010) : Gabe Ugliano

- Stephen Tobolowsky dans :
  - Les Experts (1992) : Dr Werner Brandes
  - Mr. Magoo (1997) : l'agent du FBI Chuck Stupak

- Chris Penn dans :
  - Les Hommes de l'ombre (1996) : Arthur Relyea
  - Calculs meurtriers (2002) : Ray Feathers

- Paul Guilfoyle dans :
  - L'Ombre d'un soupçon (1999) : Dick Montoya
  - Ma mère, moi et ma mère (1999) : George Franklin

- Brian Howe dans :
  - The Majestic (2001) : Carl Leffert
  - Arrête-moi si tu peux (2002) : l'agent du FBI Earl Amdursky

- James DuMont (pt) dans :
  - S.W.A.T. unité d'élite (2003) : Gus
  - Jurassic Predator (en) (2010[n 1]) : l'officier Tom

- Peter Gerety dans :
  - Inside Man : L'Homme de l'intérieur (2006) : le capitaine John Darius
  - Flight (2013) : Avington Carr

- Toby Jones dans :
  - Frost/Nixon : L'Heure de vérité (2008) : Swifty Lazar, l'agent littéraire de Nixon
  - Tetris (2023) : Robert Stein

- Dane Rhodes dans :
  - Du plomb dans la tête (2013) : le lieutenant Lebreton
  - Green Book : Sur les routes du sud (2018) : le chef de police

- Wayne Duvall dans :
  - Prisoners (2013) : le capitaine Richard O'Malley
  - Les Sept de Chicago (2020) : l'inspecteur Paul DeLuca

- Zorion Eguileor (es) dans :
  - La Plateforme (2019) : Trimagasi
  - La Plateforme 2 (2024) : Trimagasi
- 1990 : À la poursuite d'Octobre rouge : le commandant Viktor Tupolev (Stellan Skarsgård)
- 1990[n 2] : Passion to Death : Craig Murphy (Alexis Arquette)
- 1991 : Danse avec les loups : le sergent Pepper (Tom Everett)
- 1992 : L'Arme fatale 3 : Smitty (John Cenatiempo (it))
- 1992 : Evil Dead 3 : L'Armée des ténèbres : Gold Tooth (Michael Earl Reid) et le chef des archers (Brad Bradbury)
- 1994 : Un homme presque parfait : Carl Roebuck (Bruce Willis)
- 1994 : Speed : Norwood (Richard Lineback)
- 1994 : À toute allure : Frank Smuntz (R. Bruce Elliott (en))
- 1995 : Judge Dredd : Herman « Fergee » Ferguson (Rob Schneider)
- 1996 : Rock : Bob, le Ranger (Raymond O'Connor)
- 1997 : La vie est belle : Ferruccio Papini (Sergio Bustric)
- 1997 : Donnie Brasco : Nicholas « Nicky » Santora (en) (Bruno Kirby)
- 1998 : Un plan simple : Lou Chambers (Brent Briscoe)
- 1998 : Loin du paradis : le client de « Shérif » (Curzon Dobell)
- 1998 : The Big Lebowski : Marty (Jack Kehler)
- 1999 : Fight Club : le commissaire Jacobs (Pac McNamara)
- 2000 : En pleine tempête : Michael « Bugsy » Moran (John Hawkes)
- 2000 : Miss Détective : le réalisateur de l'émission des miss (Catenya McHenry)
- 2000 : Qui a tué Mona ? : shérif Wyatt Rash (Danny DeVito)
- 2000 : Mission impossible 2 : William « Billy » Baird (John Polson)
- 2000 : Dracula 2001 : Dax (Tig Pong)
- 2001 : Trop, c'est trop ! : l'inspecteur Vic Vetter (Brent Briscoe)
- 2001 : Braquages : DA Freccia (Jim Frangione)
- 2001 : Destination Londres : le chauffeur de taxi [Qui ?] et le cuisinier [Qui ?]
- 2001 : L'Homme d'Elysian Fields : Domecino (Joe Santos)
- 2001 : Le Tombeau : Dr Sproul (Ian McNeice)
- 2002 : Insomnia : Francis (Jay Brazeau)
- 2002 : La Prophétie des ombres : Gordon Smallwood (Will Patton)
- 2002 : Mission impossible 2 : Billy Baird (John Polson)
- 2002 : Pour un garçon : John (Nicholas Hutchinson)
- 2002 : Dancer Upstairs : Sergent Pisac (Ramiro Jiménez)
- 2003 : Zatoichi : Shinkichi (Gadarukanaru Taka)
- 2003 : Le Sourire de Mona Lisa : Stanley Sher (John Scurti)
- 2006 : Les Fantômes de Goya : le moine confisquant le tableau (Andrés Lima)
- 2006 : Ma finale 66 (en) : M. Spender (Jason Watkins)
- 2007 : Le Goût de la vie : Bob, le vendeur de poissons (Fulvio Cecere)
- 2008 : Iron Man : un ingénieur (Frank Nyi)
- 2009 : La Montagne ensorcelée : voix additionnelles
- 2010[n 1] : Jurassic Predator (en) : Larry Boudreaux (Scott L. Schwartz)
- 2010 : Biutiful : Tito (Eduard Fernández)
- 2011 : This Must Be the Place : Jeffery (Simon Delaney)
- 2013 : Blood Ties : Valenti (John Ventimiglia)
- 2013 : 12 heures : Rene Lefleur (Dan Braverman)
- 2013 : Le Loup de Wall Street : Nicholas, le majordome (Jon Spinogatti (en))
- 2015 : En taule : Mode d'emploi : Gayle Burns (Paul Ben-Victor) (version VOD)
- 2015 : Spotlight : Stephen Kurkjian (Gene Amoroso)
- 2016 : Café Society : Marty (Ken Stott)
- 2016 : Les Sept Mercenaires : Gavin David (Ritchie Montgomery)
- 2016 : Peter et Elliott le dragon : Bobby (Phil Grieve)
- 2017 : Sandy Wexler : Lorne Michaels (Lorne Michaels)
- 2017 : Mes vies de chien : Carlos (John Ortiz)
- 2017 : Bienvenue à Suburbicon : Ira Sloan (Glenn Fleshler (en))
- 2017 : Le Dossier Mona Lina : Avner (Yehuda Almagor)
- 2018 : Pentagon Papers : voix additionnelles
- 2018 : L'Espion qui m'a larguée : Arnie (Paul Reiser)
- 2019 : Le Roi : Grey (Stephen Fewell)
- 2019 : The Irishman : Joe Glimco (Bo Dietl)
- 2019 : Sang froid : Mustang (Domenick Lombardozzi)
- 2019[n 3] : La Loi de Téhéran : Hassan Gavi (Mehdi Hoseini-nia)
- 2019 : Midway : John Ford (Geoffrey Blake)
- 2020 : 1917 : le commandant Hepburn (Adrian Scarborough)
- 2020 : Personne ne sait que je suis là : Jacinto Garrido (Alejandro Goic)
- 2021 : Blue Miracle : l'agent Berto (Frank Gallegos)
- 2021 : Aux antipodes de Noël : Arturo [Qui ?]
- 2022 : Une amie au poil : M. Conant (David Allan Pearson)
- 2022 : Enola Holmes 2 : ? (?)
- 2022 : Marlowe : Bernie Ohls (Colm Meaney)
- 2023 : Creed 3 : Russell Mora (Russell Mora)
- 2023 : Bird Box Barcelona : Marcial (Jorge Asin)
- 2023 : Le Remède à l'oubli : ? (?)
- 2023 : Killers of the Flower Moon : Alvin Reynolds (Charlie Musselwhite)
- 2023 : Tom Brady à tout prix (en) : Pat (Rob Corddry)
- 2024 : Tue-moi si tu l'oses : le directeur marketing (Piotr Gąsowski)
- 2024 : Retour clandestin : Dr Stancik (Andrea Bruschi (it))
- 2025 : L'Amour dans l'objectif (en) : voix additionnelles

#### Films d'animation
- 1986 : Nous sommes onze ! : Gandja (doublé mais jamais diffusé[5])
- 1986[n 4] : Le Château dans le ciel : le conducteur du train[6]
- 1987 : Macross, le film : Kyle[7]
- 1989 : Marquis[8] : un poulet
- 1999 : Doug, le film : Phil (le père de Doug)
- 2002 : Spirit, l'étalon des plaines : Roy[9],[n 5]
- 2002 : Corto Maltese : La Ballade de la mer salée : voix additionnelles
- 2003 :  Frère des ours : l'écureuil no 1[10]
- 2007 : Bienvenue chez les Robinson : Monsieur Willerstein[n 6]
- 2007 : Shrek le troisième : Mabel[n 7]
- 2007 : Ratatouille : Larousse[n 8]
- 2008 : Bee Movie : Drôle d'abeille : Buzzwell[n 9]
- 2009 : Mission-G : Hurley[n 10]
- 2010 : Shrek 4 : Il était une fin : Mabel[n 7]
- 2010 : Toy Story 3 : voix additionnelles
- 2016 : Rock Dog : Riff
- 2017 : Opération Casse-noisette 2 : Mayor
- 2021 : La Pat' Patrouille, le film : Tony
- 2021 : Scooby-Doo et la Légende du Roi Arthur : le maire Saunders
- 2022 : Le Chat potté 2 : La Dernière Quête : le gouverneur
- 2023 : L'Éléphante du magicien : voix additionnelles
- 2023 : Sacrées Momies : le prêtre

### Télévision

#### Téléfilms
- William H. Macy dans :
  - Belle arnaqueuse (1998) : Bobby Sommerdinger
  - Un brin de meurtre : (1999) : Terry Thorpe

- 1998 : Le Fantôme d'Halloween : Buzzy Crocker (Steve Guttenberg)
- 1998 : Une mère au-dessus de tout soupçon : l'inspecteur Hernandez (Carlos Joe Costa)
- 2003 : Traque à San Francisco : Lewis (Eddie Driscoll)
- 2006 : Cœurs emprisonnés : Uni Romanow (Andre Danyliu)
- 2007 : Jesse Stone : Meurtre à Paradise : Norman Shaw (Gary Basaraba)
- 2007 : Mammouth, la résurrection : Floyd (Andrew Peter Marin)
- 2008 : Le Regard d'une mère : Gordon Russell (David Allan Pearson)
- 2014 : Mariée avant le printemps : Peter Briggs (Stephen E. Miller)
- 2015 : Le renne des neiges : Père Noël (Derek McGrath)
- 2016 : All the Way : le sénateur Hubert Humphrey (Bradley Whitford)
- 2023 : La Vengeance de Diana : Delgado (Mike Stutz)

#### Séries télévisées
- Jim Beaver dans (10 séries) :
  - Supernatural (2006-2020) : Bobby Singer (69 épisodes)
  - Harper's Island (2009) : le shérif Charlie Mills (11 épisodes)
  - Los Angeles, police judiciaire (2010) : Frank Loomis (épisode 1)
  - Lie to Me (2010) : Gus (saison 3, épisode 7)
  - Breaking Bad (2011-2012) : Lawson, vendeur d'armes clandestin (saison 4, épisode 2 et saison 5, épisode 1)
  - Justified (2011-2013) : le shérif Shelby Parlow (14 épisodes)
  - Major Crimes (2014) : Donald Beckwith (saison 2, épisode 19)
  - Better Call Saul (2016) : Lawson (saison 2, épisodes 4 et 10)
  - Bones (2016) : George Gibbons (saison 11, épisode 13)
  - Timeless (2017) : l'agent Jake Neville (3 épisodes)

- Kevin Pollak dans (5 séries) :
  - De la Terre à la Lune (1999) : Joseph Shea (mini-série, épisode 2)
  - The Lost Room (2006) : Karl Kreutzfeld (mini-série)
  - Shark (2007-2008) : Leo Cutler (8 épisodes)
  - New York, unité spéciale (2012) : le juge Gerald Crane (saison 13, épisode 11)
  - Angel from Hell (2016) : Marv (13 épisodes)

- Michael Dempsey dans (4 séries) :
  - Desperate Housewives (2009-2012) : l'inspecteur Murphy (8 épisodes)
  - Extant (2014) : le shérif Dugan (saison 1, épisodes 9 et 10)
  - The Big Bang Theory (2015) : le garde de la sécurité (saison 8, épisode 19)
  - Bones (2016) : David Pyne (saison 11, épisode 8)

- Paul Ben-Victor dans :
  - Entourage (2005-2008) : Alan Gray (7 épisodes)
  - US Marshals : Protection de témoins (2008-2012) : l'US Marshall Stan McQuinn (58 épisodes)
  - Vegas (2013) : Barry Silver (4 épisodes)

- Kevin Dunn dans :
  - Lost : Les Disparus (2007) : Gordy (saison 2, épisode 13)
  - Veep (2013-2019) : Ben Cafferty (54 épisodes)
  - True Detective (2014) : le maire Ken Quesada (5 épisodes)

- William H. Macy dans :
  - Urgences (1994-1998 / 2009) : Dr David Morgenstern (31 épisodes)
  - Rêves et Cauchemars (2006) : Clyde Umney (mini-série en 8 épisodes)

- Michael Rispoli dans :
  - New York 911 (1999-2002) : Jerry Mankowicz (8 épisodes)
  - New York, section criminelle (2005-2006) : Frank Adair (2 épisodes)

- Jack McGee dans :
  - Les Associées (2001) : Wes Lonigan (5 épisodes)
  - Brotherhood (2008) : Stan Molinski (3 épisodes)

- Mark Addy dans :
  - Une famille presque parfaite (2002-2006) : Bill Miller (88 épisodes)
  - De grandes espérances (2011) : Pumblechook[n 11] (mini-série en 3 épisodes)

- Jason Kravits dans :
  - Smash (2013) : Timothy (3 épisodes)
  - Unbreakable Kimmy Schmidt (2015-2016) : Gary Dubbin (4 épisodes)

- Andy Richter dans :
  - Santa Clarita Diet (2017-2018) : Carl Coby (5 épisodes)
  - Love, Victor (2020-2022) : le coach Ford (6 épisodes)

- 1988-1989 : Liveman : Tetsuya Yano / Bison Ardent (Masaaki Yamaguchi) (48 épisodes)
- 1992-2004[n 12] : Absolutely Fabulous : le marshall Turtle (Christopher Ryan) (2e doublage)
- 1994-1998 : Ellen : Joe Farrell (David Anthony Higgins)
- 1995-1997 : Murder One : Gary Blondo (John Pleshette)
- 1996-1998 : Sliders : Les Mondes parallèles : Gomez Calhoun (Will Sasso)
- 1998-2000 : Oh Baby : Brad (Patrick Kerr)
- 1999-2000 : Roswell : Milton Ross (Steve Hytner)
- 1999 : De la Terre à la Lune : Pete Conrad (Paul McCrane) (mini-série, épisode 7)
- 1999 : Invasion planète Terre : Eric Salinger, le médecin légiste (James Kee) (saison 3, épisode 10)
- 2001-2003 : Boomtown : l'officier Ray Hetcher (Gary Basaraba)
- 2003 : Will et Grace : Rudy (Chris Penn) (saison 6, épisode 10)
- 2003 : Les Experts : Michael Borland (Bobcat Goldthwait) (saison 3, épisode 20)
- 2004 : Stargate Atlantis : Dex (Noah Beggs) (saison 1, épisode 9)
- 2005-2007 : Minuit, le soir : Gaétan Langlois (Julien Poulain)
- 2005 : Stargate Atlantis : le capitaine Griffin (William MacDonald) (saison 2, épisode 14)
- 2005-2007 : Rome : Posca (Nicholas Woodeson)
- 2005 : Urgences : M. Kirkendall (Raphael Sbarge) (saison 11, épisodes 16 et 17)
- 2006 : Matrioshki : Le Trafic de la honte : Mike Simons (Wim Opbrouck) (saison 1)
- 2006 : Monk : le juré employé de la poste (Van Epperson) (saison 4, épisode 16)
- 2007 : Starter Wife : Kenny Kagan (Peter Jacobson)
- 2007 : FBI : Portés disparus : Ken Brown (Adam Nelson) (saison 5, épisode 12)
- 2007 : Lost : Les Disparus : Munson (Ian Gomez) (saison 3, épisode 4)
- 2007-2012 : Chuck : Jefferson « Jeff » Barnes (Scott Krinsky) (91 épisodes)
- 2008 : October Road : Sully (James Keane (en))
- 2008 : New York, police judiciaire : Rick Devon (Bradford Cover) et M. Minskoff (Richard Hoehler) (saison 19, épisode 2)
- 2009 : Flight of the Conchords : Eugene (Eugene Mirman) (2e voix, saison 2)
- 2010 : Lie to Me : Garrett Denning, procureur (Brian Howe) (saison 2, épisode 6)
- 2010 : Boardwalk Empire : O'Neil (William Hill) (saison 1)
- 2010 et 2012 : Undercovers : le directeur de la prison (Jonny Coyne) (2 épisodes) et Serge Viner (Greg Romero Wilson) (saison 1, épisode 12)
- 2012 : Esprits criminels : Mark Dolan (Michael Bofshever) (saison 7, épisode 3)
- 2012 : Downton Abbey : Jos Tufton (John Henshaw) (saison 3, épisode 9)
- 2013 : Les Experts : Vincent Demarcus (Arye Gross) (saison 13, épisode 2)
- 2013-2014 : The Bridge US : le capitaine Robles (Juan Carlos Cantu) (17 épisodes)
- 2015 : Episodes : Bob (Geoffrey McGivern (en)) (saison 4)
- 2015 / 2018 : Blacklist : Martin Wilcox (Michael Kostroff) (saison 2) et Lawrence Devlin (Pruitt Taylor Vince) (saison 5, épisodes 20 et 21)
- 2015-2019 : Ballers : Joe Krutel (Rob Corddry) (47 épisodes)
- 2018-2021 : Cobra Kai : Armand Zakarian (Ken Davitian) (3 épisodes)
- 2019-2020 : Ray Donovan : James Sullivan (Peter Gerety) (saison 7)
- 2021 : The Witcher : le capitaine de bateau qui complimente Jaskier (Alastair Parker) (saison 2, épisode 4)
- 2021 : La Templanza : ? (?)
- 2021 : La Cité invisible : ? (?)
- 2021 : Directrice : Horatio (Bob Stephenson) (mini-série)
- 2021 : Dom : le sergent Figueira (André Mattos) (saison 1)
- 2022 : Dahmer - Monstre : L'Histoire de Jeffrey Dahmer : ? (?) (mini-série)
- 2022 : La Disparue de Lørenskog : Jacob Winkelmann (Fridtjov Såheim) (mini-série)
- 2022 : So Help Me Todd (en) : Jerry (Frank Crudele (it)) (saison 1, épisode 3)
- 2023 : Ghosts of Beirut (en) : Meïr Dagan (Tzahi Grad) (mini-série)
- 2023 : Le Griffon : le commissaire Bräker (Armin Rohde) (mini-série)
- 2024 : L'Affaire Asunta : Eloy Malvar (Celso Bugallo) (mini-série)
- 2024 : Épouse mon mari : ? (?)
- 2024 : Docteur Odyssey : Burt Rubens (Tom McGowan) (saison 1, épisode 1)
- 2025 : Government Cheese (en) : Marty, le rabbin (Bob Glouberman (en))

#### Séries d'animation
- 1979-1980[n 13] : King Arthur : voix additionnelles
- 1991 : Ashita no Joe 2 : Kunitomo[11], le commentateur[11] et Matsuki[11] (1re voix - épisodes 1 à 26), Wolf
- 1991-1999 : Doug : Phil (le père de Doug)
- 1998 : Donkey Kong Country : Klump (saison 2)
- 2001-2005 : Cool Attitude : Félix Boulevardez, voix additionnelles
- 2001 : Redwall : Grégoire et Garou
- 2004 : La Ligue des justiciers : Ernst[12],[n 14] (saison 1, épisodes 25 et 26)
- 2005 : Monster : l'inspecteur Eigon Weissbach[13] (épisodes 2, 3 et 63) et Milan Kolasch[13] (seulement pour l'épisode 62)
- 2005-2007 : Juniper Lee : voix additionnelles
- 2009-2010 : Marsupilami : Houba ! Houba ! Hop ! : Bennett Farica (épisodes 4, 37 et 44)
- 2014 : Saint Seiya Omega : Celeris et un civil
- 2016 : Archer : Alan Shapiro
- 2017 : La Bande à Picsou : Sabaf (saison 1)
- 2020 : Dragon's Dogma (en) : voix additionnelles
- depuis 2022 : Cool Attitude, encore plus cool : Félix Boulevardez
- 2023 : Pluto : le ferrailleur
- 2023 : Tobie Lolness : ? (création de voix)

### Jeux vidéo
- 1997 : Blade Runner : ?
- 2004 : Sly 2 : Association de voleurs : Dimitri
- 2005 : Sly 3 : Dimitri
- 2015 : Heroes of the Storm : le capitaine du bateau de la Baie du Cœur-Noir (2e voix, depuis 2016)
- 2020 : Cyberpunk 2077 : El Chamuco Endiablado et voix additionnelles
- 2023 : Cyberpunk 2077 : Phantom Liberty : ?